# Rue Émile-Duployé (Paris)
Pour les articles homonymes, voir Rue Émile-Duployé.
La rue Émile-Duployé, anciennement passage Doudeauville, est une voie du 18e arrondissement de Paris, en France.

## Situation et accès
La rue Émile-Duployé est une voie publique située dans le 18e arrondissement de Paris. Elle débute au 53, rue Stephenson et se termine, après un retour d'équerre, au 3, rue Marcadet. 

## Origine du nom

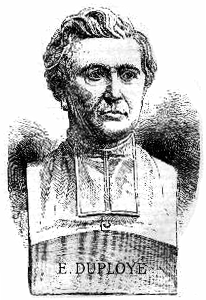
Émile Duployé.

Elle porte le nom de l'abbé Émile Duployé (1833-1912), auteur d'une méthode de sténographie.

## Historique
Le passage Doudeauville est ouvert en 1856 sur la commune de La Chapelle (rattachée à Paris en 1859) pour relier la rue Doudeauville à la rue Marcadet. Le passage n'est pas rectiligne, mais forme deux angles droits.
À la fin du XIXe siècle, la rue Stephenson est prolongée au nord de la rue Doudeauville jusqu'à la rue Ordener. Le passage est alors coupé en deux parties : à l'ouest, le passage Doudeauville, à l'est le passage de la Goutte-d'Or. Le premier est rebaptisé « rue Émile-Duployé » en 1931 et le second « rue Francis-Carco » en 1971.

## Bâtiments remarquables et lieux de mémoire
- Aux nos 7 et 9 subsiste la base d'un ancien mur et d'une tourelle. À cet endroit s'ouvre la rue Maxime-Lisbonne.

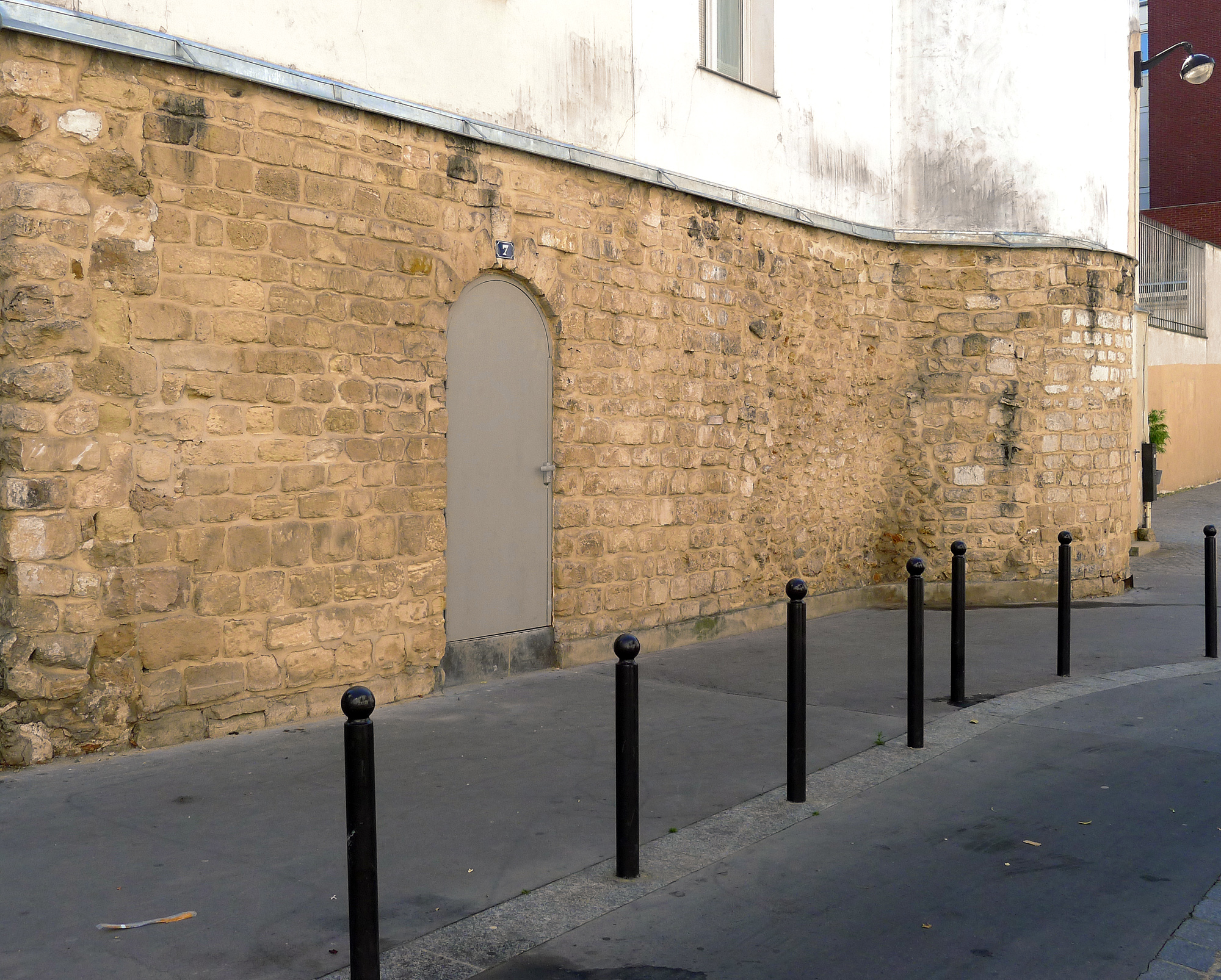
No 7.